# غلستان مهدي (ريغستان)
غلستان مهدي (بالفارسية: گلستان مهدی) هي قرية تقع في إيران في قسم ریغستان الريفي. يقدر عدد سكانها بـ 114 نسمة بحسب إحصاء 2016.